# Rocky (Original Motion Picture Score)
| Recensione | Giudizio |
| ---------- | -------- |
| AllMusic   |          |

Rocky (Original Motion Picture Score) è un album in studio del compositore statunitense Bill Conti, pubblicato il 12 novembre 1976 e contenente la colonna sonora del film Rocky, in concomitanza con l'uscita della pellicola nelle sale cinematografiche.

## Descrizione
Le musiche sono curate da Bill Conti. Dall'album è stato estratto il singolo Gonna Fly Now. Il brano Going the Distance fu composto utilizzando senza permessi la melodia del brano E così per non morire dell'album Dettagli (1973) di Ornella Vanoni. In seguito le parti si accordarono e l'autrice Elide Suligoj fu citata nei crediti dei successivi film della saga di Rocky.

## Tracce
1. Gonna Fly Now – 2:48 – feat. DeEtta Little & Nelson Pigford
2. Philadelphia Morning – 2:22
3. Going the Distance – 2:40
4. Reflections – 3:19
5. Instrumental Medley (Marines Hymn / Yankee Doodle) – 1:45
6. Take You Back (Street Corner Song From Rocky) – 1:49 – feat. Valentine
7. First Date – 1:54
8. You Take My Heart Away – 4:46 – feat. DeEtta Little & Nelson Pigford
9. Fanfare For Rocky – 2:34
10. Butkus – 2:12
11. Alone in the Ring – 1:09
12. The Final Bell – 1:56
13. Rocky's Reward – 2:03

## Crediti
- Bill Conti – compositore, direttore d'orchestra, produttore
- DeEtta Little, Nelson Pigford – voci (traccia 1 e 8)
- Valentine – voce (traccia 6)

## Edizioni
Pubblicata il 12 novembre 1976 dalla United Artists Records in vinile e musicassetta, la colonna sonora viene riedita in CD da EMI il 7 novembre 1988.

## Riconoscimenti
- 1977 - Golden Globe
  - Candidatura per la miglior colonna sonora a Bill Conti
- 1978 - Grammy Award
  - Miglior colonna sonora di un film

## Classifiche
| Classifica (1976)                    | Posizione massima |
| ------------------------------------ | ----------------- |
| Billboard 200 (Stati Uniti)          | 4                 |
| Top R&B/Hip-Hop Albums (Regno Unito) | 32                |